# Maximilian Watzka (Mediziner)
Maximilian (Max) Watzka (* 30. April 1905 in Martnau, Österreich-Ungarn; † 22. Januar 1981 in Mainz) war ein deutscher Anatom, Histologe und Hochschullehrer.

## Leben

### Bis 1945
Watzka stammte aus der Region des Westböhmischen Bäderdreiecks im Egerland und besuchte die Volksschule in Pistau. Danach legte er 1924 das Abitur am Realgymnasium in der Stadt Plan bei Marienbad ab. Anschließend studierte er ein Jahr Zoologie an der Deutschen Universität Prag und wechselte 1925 an zum Medizinstudium an die dortige Medizinische Fakultät. 1930 legte er das medizinische Staatsexamen ab und promovierte zum Dr. med. Seine Habilitation verteidigte er 1934 erfolgreich an der Universität Prag. Im Anschluss war er bis 1937 als Privatdozent für Histologie, Mikroskopische Anatomie und Entwicklungsgeschichte an der Universität tätig, bevor er stellvertretender Direktor des dortigen Histologisches Instituts wurde. 1938 trat Watzka der NSDAP bei und gerade gegenüber Arztkollegen jüdischer Konfession vertrat er in seinen zeitgenössischen Veröffentlichungen eindeutig antisemitische Positionen. Seit 1939 war er Mitglied der SS. Im Rahmen des 1939 gebildeten Protektorats Böhmen und Mähren wurde er 1941 außerordentlicher Professor und 1943 Dekan der Medizinischen Fakultät an der Deutschen Universität Prag.

### Nach 1945
Unmittelbar nach der Wiederentstehung der Tschechoslowakei im Mai 1945 verlor Watzka seine Stellung an der Universität, wurde verhaftet und ein Jahr inhaftiert. 1946 wurde er als Deutscher des Landes verwiesen und ließ sich in Mainz nieder, wo er im November 1946 außerordentlicher Professor an der Medizinischen Fakultät der Universität Mainz wurde, deren Dekan er und von 1952 bis 1954 war. Seit 1952 gab Watzka die Zeitschrift Anatomischer Anzeiger heraus. Unter der Präsidentschaft von Kurt Mothes  wurde er 1954 zum Mitglied der Leopoldina gewählt. Zu seinen Schülern gehörte u. a. der Anatom Joachim-Hermann Scharf. Seit 1961 war Watzka an der Universität Mainz ordentlicher Professor für Anatomie, Histologie und Entwicklungsgeschichte und  wirkte von 1951 bis zu seiner Emeritierung 1973 als Direktor des Anatomischen Instituts.
Watzka gehörte der Sudetendeutschen Landsmannschaft an. 1954 war er Mitgründer der Historischen Kommission der Sudetenländer.

## Werke (Auswahl)
- Die Prager Universität und ihre Medizinische Fakultät, München Berlin, 1941.
- Kurzlehrbuch der Histologie und mikroskopischen Anatomie des Menschen. Schattauer, Stuttgart 1957.
- Otto Grosser – ein Forscher von großem Format. In: Sudetendeutscher Kulturalmanach 4 (1962), S. 169–173.